# Bo Anderson (arkitekt)
Bo Steve Halvard Anderson, född 14 maj 1933 i Varberg, död 4 mars 2016 i Kållereds församling, var en svensk arkitekt.
Anderson, som var son till Carl Arthur Andersson och Blenda Svensson, utexaminerades från Chalmers tekniska högskola 1960. Han var verksam som arkitekt vid AB Vattenbyggnadsbyrån i Göteborg och som avdelningschef på Tuvert Arkitektkontor AB.